# Polypedilum chelum
Polypedilum chelum är en tvåvingeart som beskrevs av Vardal, Bjorlo och Ole Anton Saether 2002. Polypedilum chelum ingår i släktet Polypedilum och familjen fjädermyggor.
Artens utbredningsområde är Ghana. Inga underarter finns listade i Catalogue of Life.